# Gustav Janouch
Gustav Janouch (geboren 1. März 1903 in Marburg an der Drau, Österreich-Ungarn; gestorben 7. März 1968 in Prag) war ein tschechischer Komponist, Übersetzer, Schriftsteller und Hochstapler, der auf Tschechisch und Deutsch schrieb. Er wurde durch sein Werk Gespräche mit Kafka bekannt, das angebliche Gespräche mit Franz Kafka enthält.

## Leben und Wirken
Janouch wuchs in Prag auf. Er besuchte das Stephansgymnasium, wo sein Deutschlehrer Oskar Kosta war. Er studierte in Prag, Elbogen (heute: Loket) und Wien. Später wurde er als Komponist von Unterhaltungsmusik und als Verfasser von Büchern über musikalische Themen, Jazz-Lehrbüchern sowie Musikerbiographien bekannt. Laut Klappentext des Verlags S. Fischer war Janouch in den Jahren des Zweiten Weltkrieges im Widerstandskampf engagiert. 1946 kam er in Untersuchungshaft. Es wird angenommen, dass Janouchs Freispruch auf eine Tätigkeit für die tschechoslowakische Staatssicherheit zurückzuführen ist. Zuvor war ihm die Kollaboration mit den Nationalsozialisten während der Protektoratszeit vorgeworfen worden. 1944 hatte er einen Artikel über Jazz mit rassistischen Klischees veröffentlicht. Die Teilnahme an der Kafka-Konferenz 1963 wurde ihm verweigert.
Janouch übersetzte Kafkas Erzählung Ein Traum ins Tschechische, die 1929 als Einleitung zu einem Zyklus von Originalradierungen Otto Coesters erschien, weitere Übersetzungen blieben ungedruckt. 1956 übersetzte er das Tagebuch der Anne Frank ins Tschechische.

## Gespräche mit Kafka(1951)

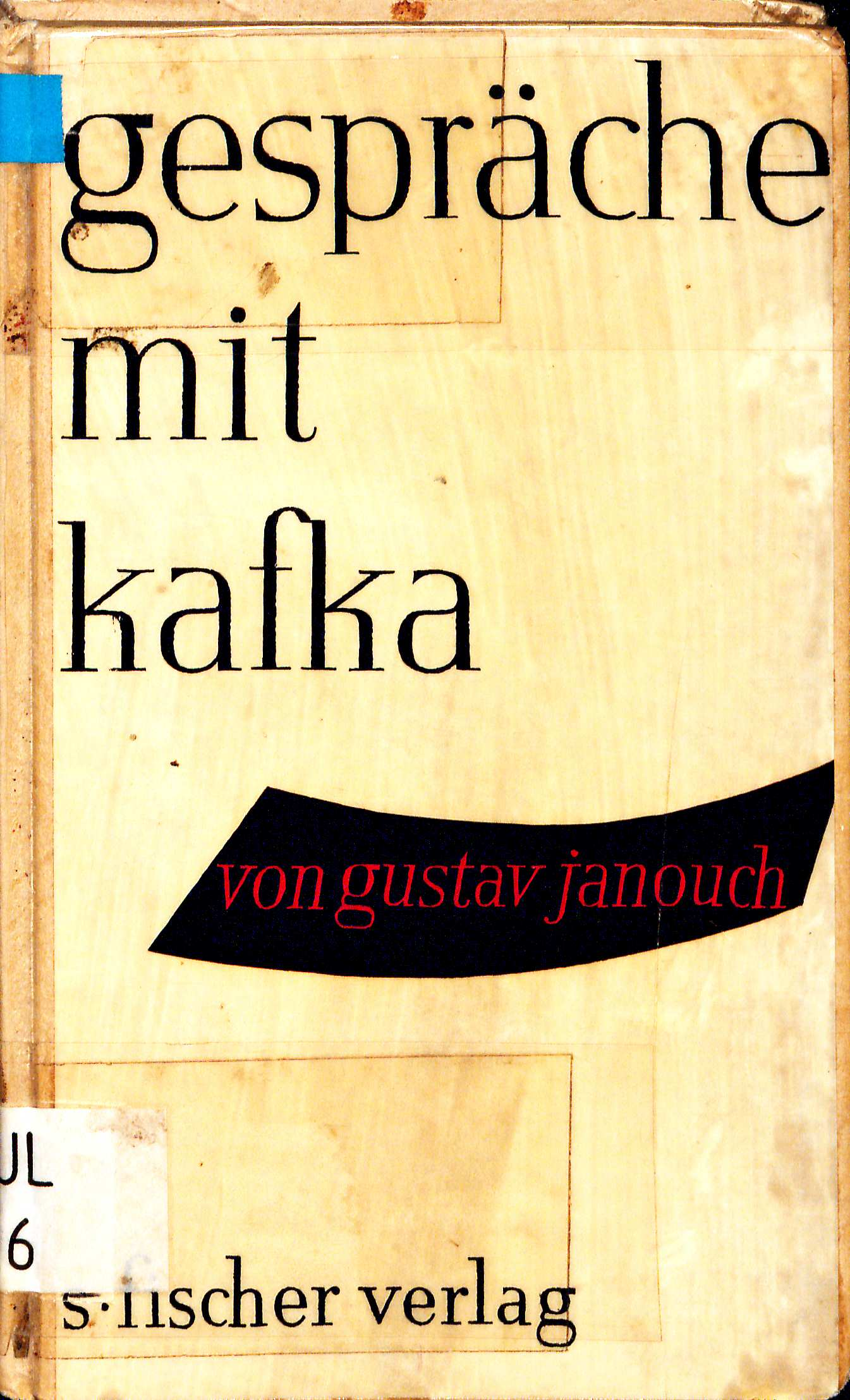
Deutsche Erstausgabe

Heute ist Janouchs Name vor allem mit seinem auf Deutsch verfassten Buch Gesprächen mit Kafka verbunden. Unter diesem Titel veröffentlichte er 1951 im S. Fischer Verlag (in deutscher Sprache) Aufzeichnungen von Unterredungen, die er 1920, als Siebzehnjähriger, mit Franz Kafka geführt haben will. Die Niederschriften stammen, wie Janouch selbst erklärt, aus späterer Zeit. 1968 legte er das Buch in einer erweiterten Neuausgabe vor, von der zahlreiche Übersetzungen erschienen, u. a. ins Japanische.
Die „Gespräche“ sind keine authentische Quelle. Dennoch trugen sie erheblich zum Bild Kafkas bei. Nicht nur in Hartmut Binders grundlegendem „Kafka-Handbuch“ (Band 1, Stuttgart 1979), sondern noch bis in die jüngste Zeit dienten sie – trotz aller Kritik – als biographische Quelle. Janouchs Schilderungen und Kafka-Zitate lassen sich nicht als Teil des Kafkaschen Werkes verstehen. Sie sind vielmehr das Zeugnis der Zuneigung eines jungen Bewunderers und geben dessen persönliche Sicht auf den Dichter wieder.

## Werke (Auswahl)
- Heckmeck. Prager Nachtstücke. Berlin 1968
- Jaroslav Hašek. Der Vater des braven Soldaten Schwejk. Francke Verlag, Bern und München 1966.
- Franz Kafka und seine Welt. Eine Bildbiographie. Franz Deutsch Verlag, 1965
- Prager Begegnungen. Leipzig 1959
- Gespräche mit Kafka. Anmerkungen und Erläuterungen Alma Urs. Frankfurt am Main : S. Fischer, 1951
  - Erweiterte Ausgabe: Frankfurt am Main 1968
  - Neuauflage: onomato Verlag, Düsseldorf 2008 ISBN 978-3-939511-22-9